# Controlled atmosphere killing
Controlled atmosphere killing – metoda uboju zwierząt, na przykład drobiu, polegająca na umieszczeniu zwierząt w kontenerze w którym nie ma tlenu, a jest jeden lub więcej z następujących gazów: argon, azot, tlenek węgla. Argon i azot nie powodują bólu ani uczucia duszenia się, dlatego są uważane za humanitarną metodę uboju.
Jako metoda egzekucji, została dopuszczona w USA, w stanach Alabama, Missisipi oraz Oklahoma. Pierwszą osobą straconą poprzez uduszenie azotem został Kenneth Eugene Smith.